# كلوديوس بومبارنا
كلوديوس بومبارنا (بالفرنسية: Claudius Bombarnac)‏، رواية من تأليف الروائي جول فيرن صدرت عام 1893.

## معرض صور

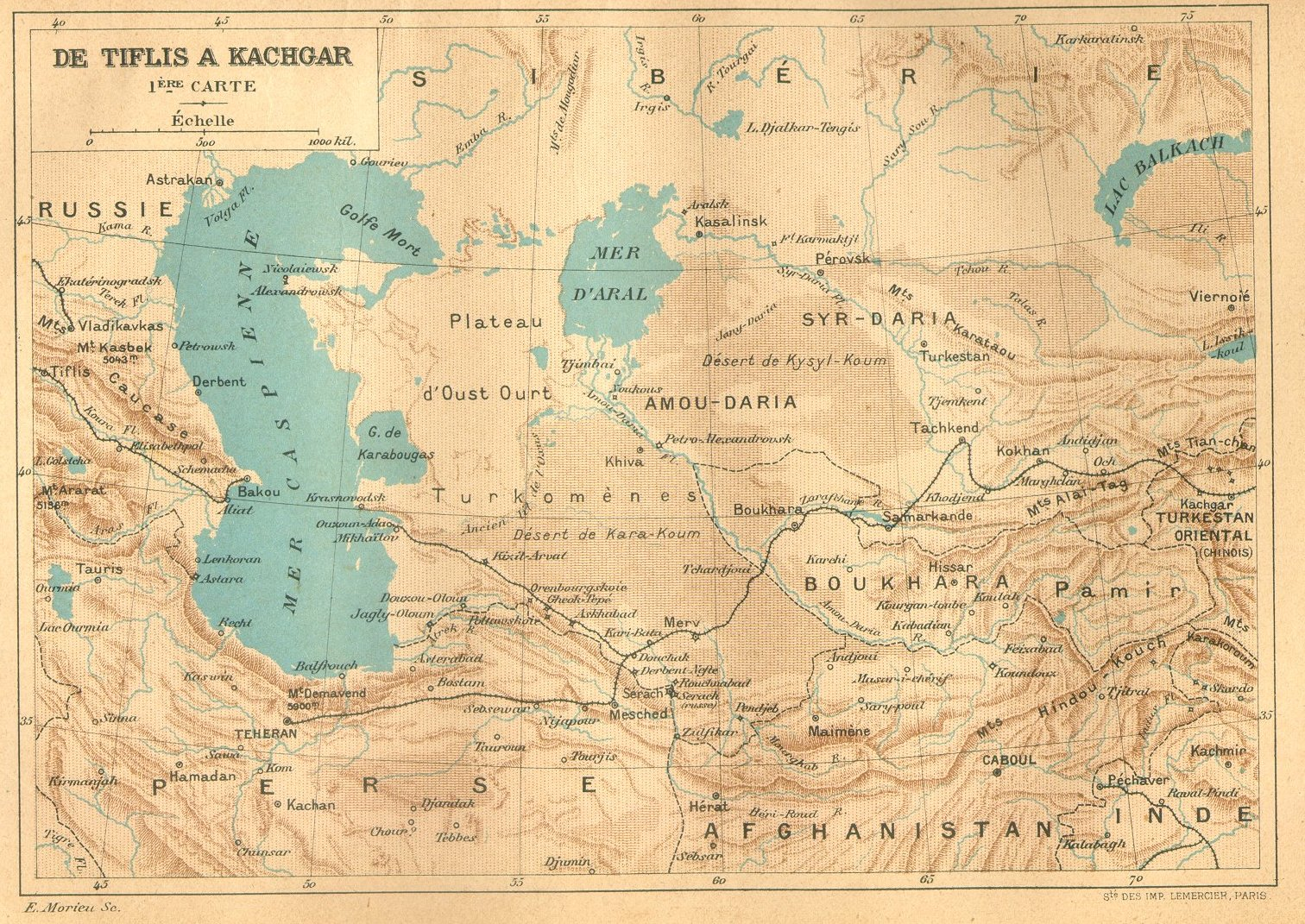
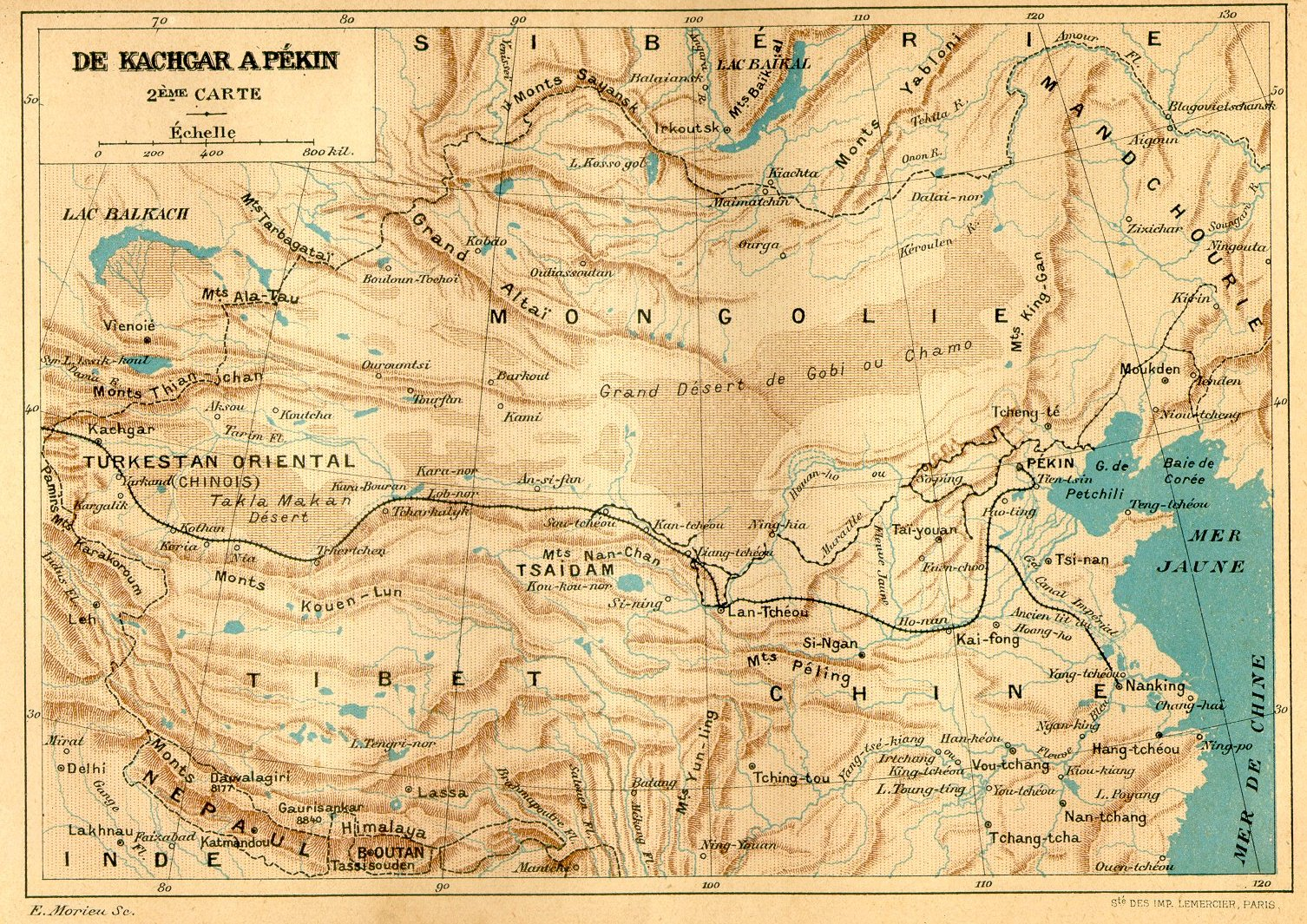
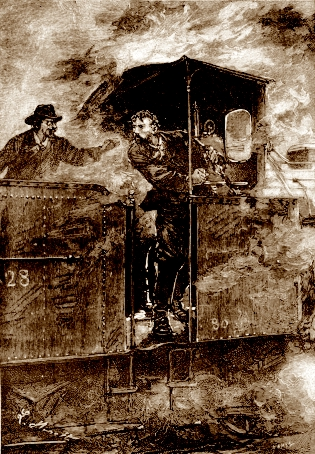